# 王仲玉
王仲玉（14世纪—？），明初画家，洪武年间（1368年－1398年）以善画召入京师。善作人物画，知名画作有《陶渊明像》轴。

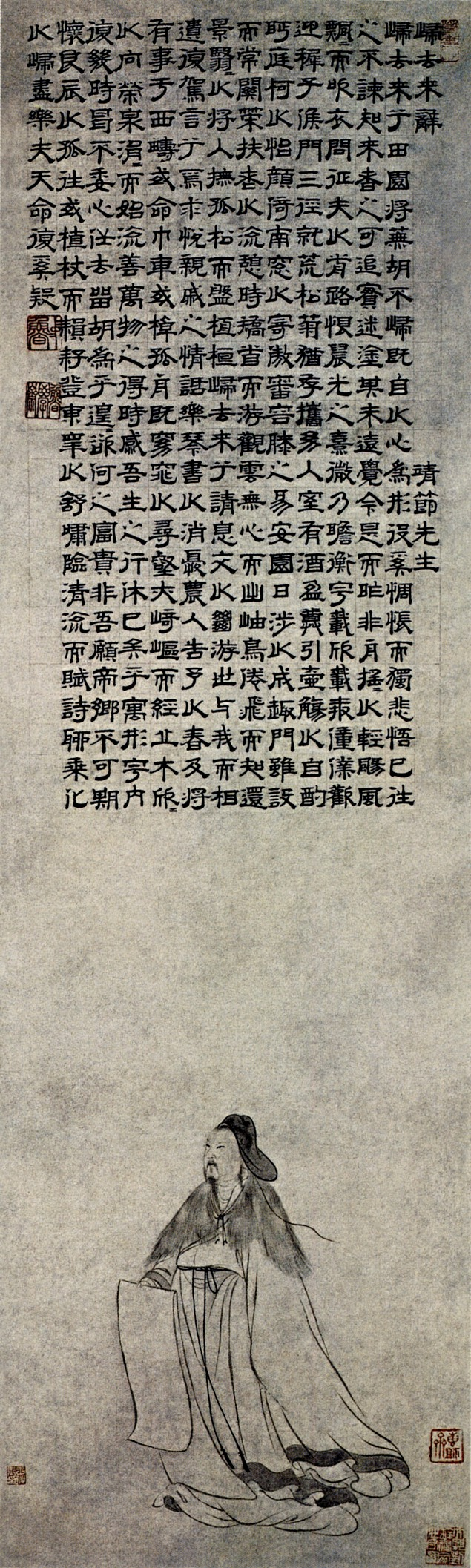
王仲玉《陶渊明像》

## 作品
传世作品只有一《陶渊明像》画轴。此幅上部有隶书陶渊明辞赋名作《归去来兮辞》全文，下部绘东晋大诗人陶渊明像，属白描人物画。画像主要以淡墨勾染，其中偶施浓墨，以求平淡中有所变化。衣纹线条则中锋、侧锋交替使用，具婉转流畅之势。形象潇洒飘逸，充分表现出陶渊明乐天安命、辞官归隐的愉悦神态及一代文豪的不凡气质。画幅无款，仅左下方钤 “王仲玉印”。